# Vira (Ariège)
Vira (okzitanisch Viran) ist eine französische Gemeinde mit 158 Einwohnern (Stand: 1. Januar 2022) im Département Ariège in der Region Okzitanien. Sie gehört zum Arrondissement Foix und ist Mitglied im Gemeindeverband L’Agglo Foix-Varilhes. Die Einwohner werden Virassiens und Virassiennes genannt.

## Geografie

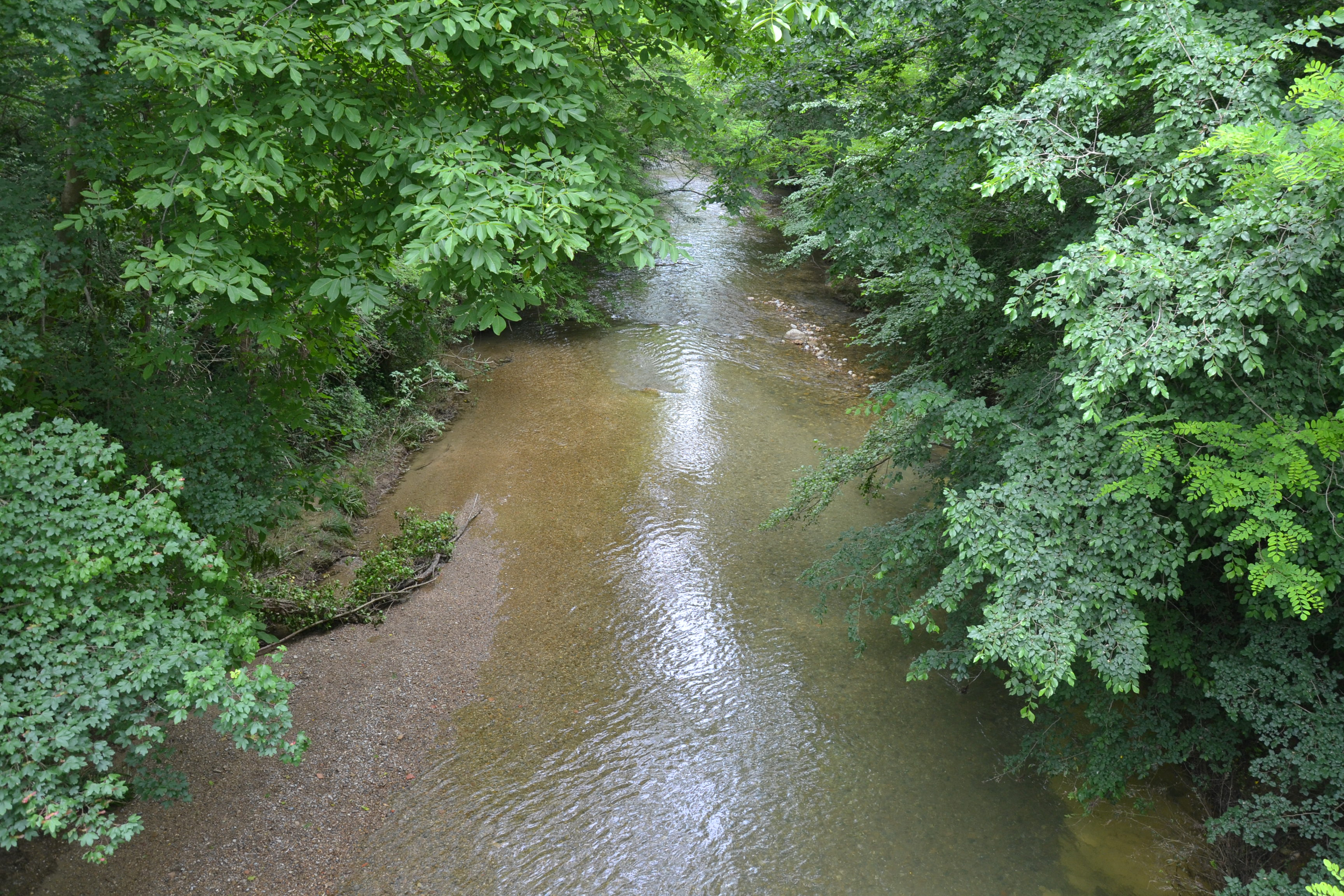
Der Douctouyre bei Vira

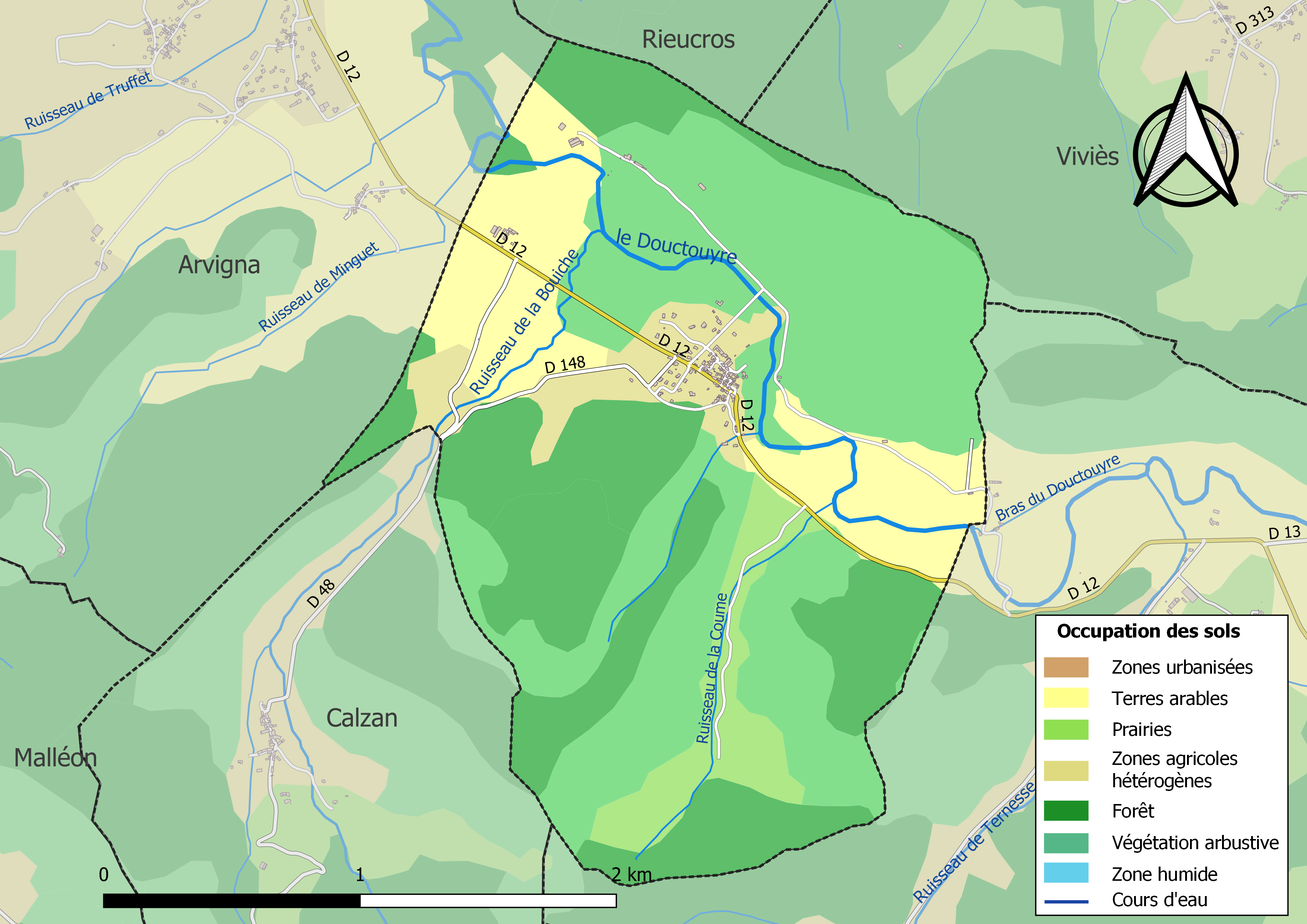
Bodennutzung, Hydrografie und Infrastruktur der Gemeinde

Die Gemeinde ist historisch und kulturell Teil des Pays d’Olmes und liegt etwa 16 Kilometer nordöstlich von Foix sowie etwa 67 Kilometer südsüdöstlich von Toulouse. Vira befindet sich im Einzugsgebiet der Garonne und wird vom Flüsschen Douctouyre entwässert, der das Gebiet der Gemeinde durchquert, außerdem vom Ruisseau de la Bouiche, vom Ruisseau de la Coume und von einem kleineren Fließgewässer. Das Gemeindegebiet ist Teil von sechs ZNIEFF-Naturgebieten. Etwa zwei Drittel der Fläche der Gemeinde sind bewaldet oder naturbelassen, etwa ein Drittel wird landwirtschaftlich genutzt.
Nachbargemeinden von Vira sind Rieucros im Norden, Viviès im Nordosten, Dun im Südosten, Calzan im Südwesten und Arvigna im Westen.

## Geschichte
Nach dem Albigenserkreuzzug im 13. Jahrhundert gehörte Vira zum „Terre du Maréchal“ (Guy I. de Lévis), die aus der Grafschaft Foix herausgelöst wurde, und lag somit in der Provinz Languedoc. 1622 wurde das Dorf während der Hugenottenkriege von den Protestanten niedergebrannt.

## Bevölkerungsentwicklung

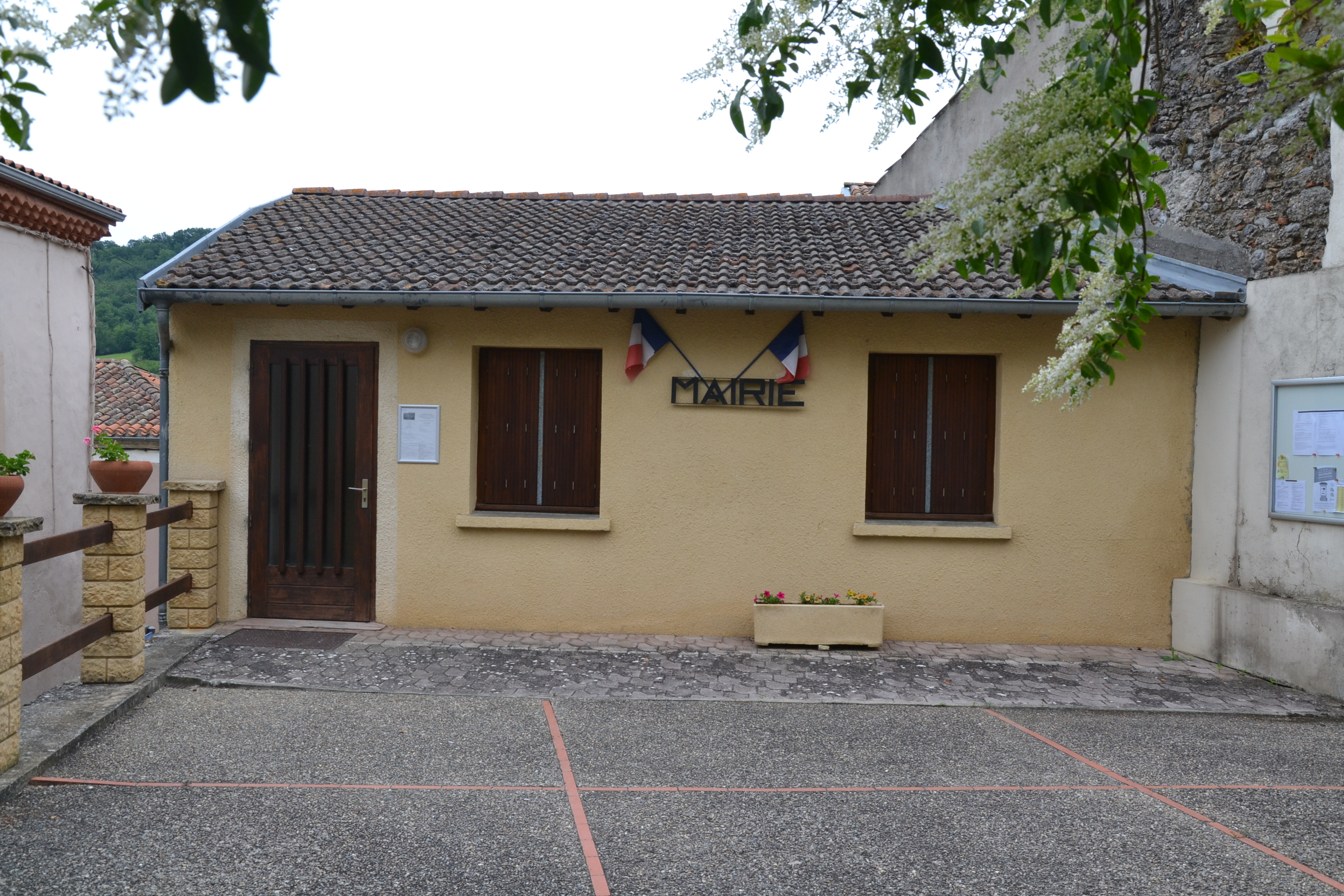
Bürgermeisteramt (Mairie)

| Vira: Einwohnerzahlen von 1793 bis 2020                                                                                    | Vira: Einwohnerzahlen von 1793 bis 2020 | Vira: Einwohnerzahlen von 1793 bis 2020 | Vira: Einwohnerzahlen von 1793 bis 2020 | Vira: Einwohnerzahlen von 1793 bis 2020 |
| --- | --------------------------------------- | --------------------------------------- | --------------------------------------- | --------------------------------------- |
| Jahr |                                         |                                         |                                         | Einwohner                               |
| 1793 | 1793                                    |                                         | 229                                     | 229                                     |
| 1800 | 1800                                    |                                         | 218                                     | 218                                     |
| 1806 | 1806                                    |                                         | 170                                     | 170                                     |
| 1821 | 1821                                    |                                         | 275                                     | 275                                     |
| 1831 | 1831                                    |                                         | 260                                     | 260                                     |
| 1836 | 1836                                    |                                         | 256                                     | 256                                     |
| 1841 | 1841                                    |                                         | 265                                     | 265                                     |
| 1846 | 1846                                    |                                         | 280                                     | 280                                     |
| 1851 | 1851                                    |                                         | 314                                     | 314                                     |
| 1856 | 1856                                    |                                         | 317                                     | 317                                     |
| 1861 | 1861                                    |                                         | 326                                     | 326                                     |
| 1866 | 1866                                    |                                         | 278                                     | 278                                     |
| 1872 | 1872                                    |                                         | 257                                     | 257                                     |
| 1876 | 1876                                    |                                         | 287                                     | 287                                     |
| 1881 | 1881                                    |                                         | 270                                     | 270                                     |
| 1886 | 1886                                    |                                         | 261                                     | 261                                     |
| 1891 | 1891                                    |                                         | 210                                     | 210                                     |
| 1896 | 1896                                    |                                         | 211                                     | 211                                     |
| 1901 | 1901                                    |                                         | 178                                     | 178                                     |
| 1906 | 1906                                    |                                         | 157                                     | 157                                     |
| 1911 | 1911                                    |                                         | 152                                     | 152                                     |
| 1921 | 1921                                    |                                         | 131                                     | 131                                     |
| 1926 | 1926                                    |                                         | 113                                     | 113                                     |
| 1931 | 1931                                    |                                         | 96                                      | 96                                      |
| 1936 | 1936                                    |                                         | 99                                      | 99                                      |
| 1946 | 1946                                    |                                         | 98                                      | 98                                      |
| 1954 | 1954                                    |                                         | 84                                      | 84                                      |
| 1962 | 1962                                    |                                         | 89                                      | 89                                      |
| 1968 | 1968                                    |                                         | 71                                      | 71                                      |
| 1975 | 1975                                    |                                         | 97                                      | 97                                      |
| 1982 | 1982                                    |                                         | 100                                     | 100                                     |
| 1990 | 1990                                    |                                         | 120                                     | 120                                     |
| 1999 | 1999                                    |                                         | 130                                     | 130                                     |
| 2006 | 2006                                    |                                         | 142                                     | 142                                     |
| 2013 | 2013                                    |                                         | 168                                     | 168                                     |
| 2020 | 2020                                    |                                         | 156                                     | 156                                     |
| Quelle(n): EHESS/Cassini bis 1999, INSEE ab 2006 Anmerkung(en): Ab 1962 offizielle Zahlen ohne Einwohner mit Zweitwohnsitz |                                         |                                         |                                         |                                         |

## Sehenswürdigkeiten
- Kirche Sainte-Catherine aus dem 19. Jahrhundert